# Laniisoma
Genre
Laniisoma est un genre d'oiseaux de la famille des Tityridae.

## Liste des espèces
Selon la classification de référence du Congrès ornithologique international (version 7.3, 2017) :
- Laniisoma buckleyi (Sclater, PL & Salvin, 1880)
  - Laniisoma buckleyi buckleyi (Sclater, PL & Salvin, 1880)
  - Laniisoma buckleyi cadwaladeri Carriker, 1935
  - Laniisoma buckleyi venezuelense Phelps & Gilliard, 1941
- Laniisoma elegans (Thunberg, 1823)